# Radio Data System

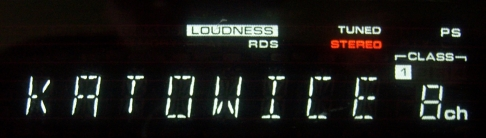
Przykładowa informacja RDS (PS) nadawana przez Polskie Radio Katowice

Radio Data System (RDS) – standard Europejskiej Unii Nadawców (EBU) służący do wysyłania cyfrowych informacji za pośrednictwem konwencjonalnej emisji UKF FM. Pierwotnie służący kierowcom w radioodbiornikach samochodowych. W systemie tym wykorzystywana jest podnośna (57 kHz) modulowana fazowo informacją cyfrową, która pozwala na wydzielanie strumienia danych o przepustowości 1187,5 bps przez przystosowane radioodbiorniki i dostarczenie dodatkowych informacji. Format przesyłu danych wykorzystuje mechanizm korekcji błędów. Wszystkie dane mogą zmieniać się w trakcie emisji programu.

## Historia RDS
Pierwsze prace nad stworzeniem systemu przekazującego dodatkowe informacje i zarazem nie powodującego zakłóceń przeprowadzone zostały pod koniec lat 70. XX wieku. Swoje projekty przygotowały takie kraje jak Wielka Brytania, Szwecja, Finlandia, Holandia i Francja. Po przeprowadzeniu testów okazało się, że najlepszą propozycję przygotowali Szwedzi. W 1986 roku Międzynarodowy Komitet Radiokomunikacyjny (CCIR) zalecił stosowanie go do przekazywania dodatkowych informacji wraz z sygnałem stacji UKF. RDS zaczął działać w Szwecji (1986), Wielkiej Brytanii (1987), Niemczech (1988) i na Węgrzech (1987). W Polsce system ten działa od 1990 roku, a jedną z pierwszych stacji radiowych, która nadawała sygnał RDS było lokalne Radio RTS we Wrocławiu.
W system RDS wyposażane są obecnie radioodbiorniki stacjonarne, samochodowe i przenośne, jak i wiele odbiorników w telefonach komórkowych. W zdecydowanej większości odbiorników po włączeniu stacji jako pierwszy wyświetla się odczyt PS, a następnie RT.
Jedynym odbiornikiem produkcji polskiej z funkcją RDS była DIORA AS 506, wyposażona w importowany układ RDS.

## Funkcje RDS
- Programme Service (PS) − nazwa stacji w postaci 8 znaków. W Polsce wiele stacji wykorzystuje tę funkcję do lokalizacji nadajnika, częstotliwości, a także do prezentacji numeru telefonu, wykonawcy emitowanej na antenie muzyki lub innych danych.
- Radio Text (RT) − dowolny tekst do 64 znaków, np. tytuł i wykonawcę aktualnie nadawanej piosenki, wiadomości, szczegółowe dane kontaktowe.
- Clock Time and Date (CT) − aktualny czas. Funkcja może synchronizować zegar odbiornika włącznie z datą. Dokładność do 0,1 s.
- Funkcja AF (Alternative Frequencies − Częstotliwości alternatywne) – dane dla radioodbiorników wykorzystywane są na przykład do strojenia urządzenia – w związku z tym są one powtarzane znacznie częściej, niż wiadomości dla słuchaczy (takie jak nazwa stacji). Dzięki temu zazwyczaj nie sposób jest zauważyć, kiedy radio przełączy się na lepiej odbierany nadajnik. Funkcja AF RDS dołączana jest głównie w odbiornikach samochodowych oraz przenośnych ze względu na możliwości zmiany położenia.
- Programme Identification (PI) − kod identyfikacyjny stacji, pozwalający odbiornikom na weryfikację, czy na częstotliwościach podawanych w systemie AF nadawany jest ten sam program.
- Funkcja PTY (Program Type – Typ programu) – kod identyfikacyjny, pozwalający określić rodzaj programu. Identyfikacja może się zmieniać, na przykład w Polsce Radio RMF FM nadaje kod NEWS podczas wiadomości, a w pozostałym okresie kod POP M. Funkcja PTY pozwala także wyszukiwać stacje zgodnie z upodobaniami słuchacza. Przykładowe kody:
  - NEWS – wiadomości
  - AFFAIRS – wydarzenia
  - INFO – bieżące wydarzenia
  - SPORT – pogoda i informacje
  - EDUCATE – edukacja
  - DRAMA – teatr
  - CULTURE – kultura
  - SCIENCE – nauka
  - VARIETY – rozmaitości
  - POP M. – muzyka pop
  - ROCK M. – muzyka rock
  - M.O.R. M / EASY M. – muzyka lekka
  - LIGHT M. – lekka muzyka klasyczna
  - CLASSICS – muzyka klasyczna
  - OTHER M. – inna muzyka
  - WEATHER – pogoda
  - FINANCE – finanse
  - CHILDREN – dla dzieci
  - SOCIAL A – sprawy społeczne
  - RELIGION – religia
  - PHONE IN – forum telefoniczne
  - TRAVEL – podróże
  - HOBBY / LEISURE – zainteresowania i hobby
  - JAZZ – muzyka jazzowa
  - COUNTRY – muzyka country
  - NATION M – muzyka krajowa
  - OLDIES – stare przeboje
  - FOLK – muzyka folkowa
  - DOCUMENT – dokumentalny
  - OTHER – jeśli odbiornik nie używa pełnej, powyższej listy kategorii, opcja tak pozwala wyszukać stacje nadające spoza listy PTY danego radioodtwarzacza.

- Funkcja TP/TA (Traffic Programme/Traffic Announcement – informacje drogowe) – funkcja pozwalająca na przełączanie się odbiornika na stację nadającą w danej chwili komunikaty drogowe. Sygnał TP umożliwia odbiornikowi wyszukanie stacji która prowadzi bloki informacyjne dla kierowców. Sygnał TA informuje że stacja aktualnie nadaje informacje dla kierowców. Włączenie tej funkcji spowoduje, że gdy którakolwiek stacja radiowa rozpocznie nadawanie takiego komunikatu, wówczas radioodbiornik przerywa działanie odtwarzacza (kasetowego, CD, MP3 lub  AUX) lub wyłącza wyciszenie (MUTE, ATT) aby przełączyć się na czas emisji, następnie zaś powrócić do poprzedniego trybu. W Polsce wielu nadawców nieprawidłowo korzysta z tej funkcjonalności, emitując sygnał TP i TA przez cały czas.[2]
- Funkcja EON (Enhanced Other Networks − informacje o programach innej stacji) – funkcja oparta na współpracy między rozgłośniami. W sygnale RDS jednej (danej) stacji jest nadawany charakter programu, numer PI oraz częstotliwości innych – współpracujących – nadawców. Użytkownik słuchający stacji w systemie EON (wskazanie na wyświetlaczu) może wybrać jakiego rodzaju programu chciałby posłuchać (np. wiadomości dla kierowców, serwis informacyjny itp.). Gdy tylko któraś z zaprzyjaźnionych rozgłośni rozpocznie nadawanie programu o wybranym charakterze, odbiornik automatycznie – na czas trwania audycji – przełączy się, a następnie powróci do słuchanego wcześniej programu. Wymaga to dobrej synchronizacji koderów RDS wszystkich zaprzyjaźnionych stacji – tak, aby w momencie pojawienia się sygnału o wybranej audycji w RDS, audycja ta rzeczywiście pojawiała się na antenie. System ten działa m.in. w stacjach BBC w Wielkiej Brytanii.

## Przykładowy RDS
Poniżej zaprezentowano przykładowy zapis sygnału poszczególnych danych RDS stacji komercyjnej. W zapisie uwzględniono puste klatki RDS jako symbol "_" oraz znak "|" oddzielający kolejne serie znaków w usłudze PS. Poszczególne komunikaty PS i RT wysyłane są kolejno przez stację nadawczą.

### Stacja komercyjna
RMF FM 20 września 2016 roku z godziny 14:30 z nadajnika w Łazach koło Warszawy.
PS: _RMF_FM_|__ATB__|_RMF_FM_|__Naj-__|_lepsza_|_muzyka_|_RMF_FM_|Warszawa|91,0_MHz|
RT1: Teraz_gramy:_ATB_-_You're Not Alone
RT2: Za_chwile: O.N.A.__-_Niekochana
RT3: Zagadkowa_smierc_w_Radomiu._Spedzil_w_szpitalu_kilka_minut
CT: 14:30:00
PI: 3F44
PTY: Pop Music
AF: 90,6 91,5 91,9 93,5 94,3 MHz
TP: aktywne
EON: brak